# Rafael (Fußballspieler, 1990)
Rafael (* 9. Juli 1990 in Petrópolis; voller Name Rafael Pereira da Silva) ist ein ehemaliger brasilianischer Fußballspieler. Rafael, der in seiner Jugend beim brasilianischen Klub Fluminense FC in Rio de Janeiro spielte, wurde hauptsächlich als rechter Verteidiger eingesetzt, war jedoch auch im rechten Mittelfeld einsetzbar. Rafael ist zudem der Zwillingsbruder von Fábio. Neben der brasilianischen besitzen beide auch die portugiesische Staatsbürgerschaft.

## Karriere

### Verein
Seine Profikarriere begann 2005 beim Fluminense FC, wo er und sein Bruder schließlich 2005 von Scout Les Kershaw entdeckt wurden. Ein Scout wurde auf Rafael bei einem Jugendturnier in Hongkong aufmerksam und wollte ihn nach Manchester lotsen. Zunächst wurde er jedoch mit einem Vorvertrag ausgestattet, da er bis zu seinem 18. Lebensjahr bei Fluminense bleiben sollte. Dies beschlossen die Vereinsführung von Manchester United und alle anderen Beteiligten.
Schließlich wechselte er im Januar 2008 zu Manchester United. Seinen ersten Einsatz im Trikot von ManUtd hatte er beim Freundschaftsspiel gegen Peterborough United. Sein Pflichtspieldebüt erfolgte zur Halbzeit gegen Newcastle United. Das erste Tor für Manchester United gelang Rafael im Premier-League-Spiel vom 8. November 2008 gegen den FC Arsenal. Sein Tor in der 90. Minute sorgte für den 1:2-Endstand.
Zur Saison 2015/16 wechselte Rafael in die französische Ligue 1 zu Olympique Lyon. Dort konnte er sich zu Beginn als Stammspieler durchsetzen, bekam jedoch mit Kenny Tete sowie Léo Dubois weitere Konkurrenz und verlor 2018 seinen endgültigen Stammplatz. Er konnte bei Lyon 103 Spiele absolvieren, in welchen er zwei Treffer erzielen konnte.
Im September 2020 wechselte der Brasilianer ablösefrei zu Istanbul Başakşehir. Er kam in der Saison 2020/21 21-mal in der Süper Lig zum Einsatz.
Im September 2021 kehrte Rafael nach Brasilien zurück und schloss sich dem Zweitligisten Botafogo FR an. Bis zum Ende der Série B 2021 steuerte er vier Einwechslungen zur Meisterschaft und Aufstieg in die Série A bei. Mit dem Klub gewann er am 23. November 2024 die Copa Libertadores 2024, mit einem 3:1-Sieg über Atlético Mineiro. Anfang Dezember schloss sich der Gewinn der Série A 2024 an. Danach beendete er seine aktive Laufbahn.

### Nationalmannschaft
Rafael gewann 2005 mit der brasilianischen U-15-Auswahl gemeinsam mit seinem Zwillingsbruder die U-15-Südamerikameisterschaft. Zwei Jahre später nahmen beide an der U-17-Südamerikameisterschaft teil, die Brasilien ebenfalls als Turniersieger abschloss und sich dadurch für die U-17-Weltmeisterschaft 2007 in Südkorea qualifizierte. Bei der WM-Endrunde bildete Rafael mit seinem Bruder Fábio das Außenverteidigerduo, beide werden im offiziellen Turnierbericht als „schnelle Aussenverteidiger mit guter Technik und Offensivdrang“ hervorgehoben. Das Turnier endete für die Mannschaft im Achtelfinale nach einer 0:1-Niederlage gegen Ghana.
2012 nahm er mit der Olympiamannschaft an den Olympischen Spielen in London teil, bei denen Brasilien zum ersten Mal die Goldmedaille gewinnen wollte. Im Finale musste sich Brasilien aber mit 1:2 der mexikanischen Mannschaft geschlagen geben. Rafael kam in allen sechs Spielen zum Einsatz und erzielte im ersten Spiel gegen Ägypten das erste Turniertor für Brasilien.

## Trivia
Während einer Verletzungsphase bei Olympique Lyon wollte Rafael auf seine Gehaltszahlungen verzichten. Diesem Wunsch konnte Olympique nicht nachkommen. Daraufhin spendete Rafael das Geld der OL Foundation, welche sich unter anderem für die Integration durch Sport und der Unterstützung kranker Kinder einsetzt.

## Erfolge
Nationalmannschaft
- Olympisches Fußballturnier: Silbermedaille 2012
- U-15-Südamerikameister: 2005
- U-17-Südamerikameister: 2007

Manchester United
- FIFA-Klub-Weltmeister: 2008
- Englischer Meister: 2009, 2011, 2013
- League-Cup-Sieger: 2009, 2010
- FA Community Shield: 2008, 2011

Botafogo
- Meister der Série B und Aufstieg in die Série A: 2021
- Copa Libertadores: 2024
- Campeonato Brasileiro de Futebol: 2024